# Центральна залізнична магістраль (Польща)
Центральна залізнична магістраль (пол. Centralna Magistrala Kolejowa, CMK), визначена польським національним менеджером залізничної інфраструктури PKP Polskie Linie Kolejowe як залізнична лінія № 4 (пол. Linia kolejowa nr 4) — залізнична лінія довжиною 224 км у Польщі, що з'єднує Заверче за межами Верхньосілезької агломерації з Ґродзіском-Мазовецьким у передмісті Варшави.
Лінія спочатку була побудована для вантажних перевезень, але зараз на ній здійснюються переважно міжміські пасажирські перевезення InterCity та EuroCity з міст південної частини країни, таких як Катовиці, Краків, Вроцлав, Ополе та Ченстохови до Варшави.

## Історія
Центральна залізнична магістраль була побудована між 1971 і 1977 роками як вантажна лінія, призначена для перевезення вугілля з Верхньої Сілезії та Домбровського басейну до портів Триміста. Згідно з початковою ідеєю, вона повинна була починатися в Заверці, а закінчуватися в Тчеві або Ґданську на узбережжі Балтійського моря. Однак економічна криза в середині 1970-х років змінила ці плани, і Центральна залізнична магістраль закінчується в Ґродзіську-Мазовецькому, де вона з'єднується з уже присутньою лінією PKP 1, утвореною з колишньої залізниці Варшава-Відень.
Ідею будівництва прямого залізничного сполучення між Верхньою Сілезією та Варшавою вперше запропонував професор Александр Васютинський у 1920-х роках. Він справедливо зауважив, що залізниця Варшава-Відень, яка веде до Варшави через Заверці, Мишкув, Ченстохову, Радомсько, Пйотркув-Трибунальський, Колюшки та Скерневиці, не зможе забезпечити весь пасажирський і вантажний трафік між двома промисловими центрами новоствореної країни. Від цієї ідеї відмовилися, коли уряд побудував Польську вугільну магістраль, яка з'єднала Верхню Сілезію безпосередньо з портом Ґдиня, оминаючи Варшаву.
Наприкінці 1950-х років польські планувальники знову розглянули цю концепцію, але дійшли висновку, що електрифікації колишньої залізниці Варшава-Відень має бути достатньо для збільшення трафіку. Електрифікація була завершена в 1957 році, збільшивши обсяг перевезень приблизно на 25%, але цього все одно було недостатньо. У 1970 році керівництво залізниці на короткий час розглядало можливість прокладання нових колій до присутніх ліній, однак від цієї ідеї швидко відмовилися і повернулися до ідеї будівництва нової лінії. Планувалося, що лінія буде двоколійною, високошвидкісною, призначеною для перевезення як пасажирських експресів, так і важких вантажних поїздів. Було заплановано будівництво декількох шляхопроводів, щоб уникнути перетину з дорогами. Для пасажирських поїздів передбачалася швидкість до 250 км/год, що зробило б її першою високошвидкісною залізничною лінією в Європі, а для вантажних поїздів — максимальна вага до 5 000 тонн брутто.